# Stenorrhachus walkeri
Stenorrhachus walkeri is een insect uit de familie van de Nemopteridae, die tot de orde netvleugeligen (Neuroptera) behoort. 
Stenorrhachus walkeri is voor het eerst wetenschappelijk beschreven door McLachlan in 1885.